# Wot (Népal)
Wot (en népalais : ओत) est un comité de développement villageois du Népal situé dans le district de Rolpa. Au recensement de 2011, il comptait 4 409 habitants.